# Nordsaarlandstraße

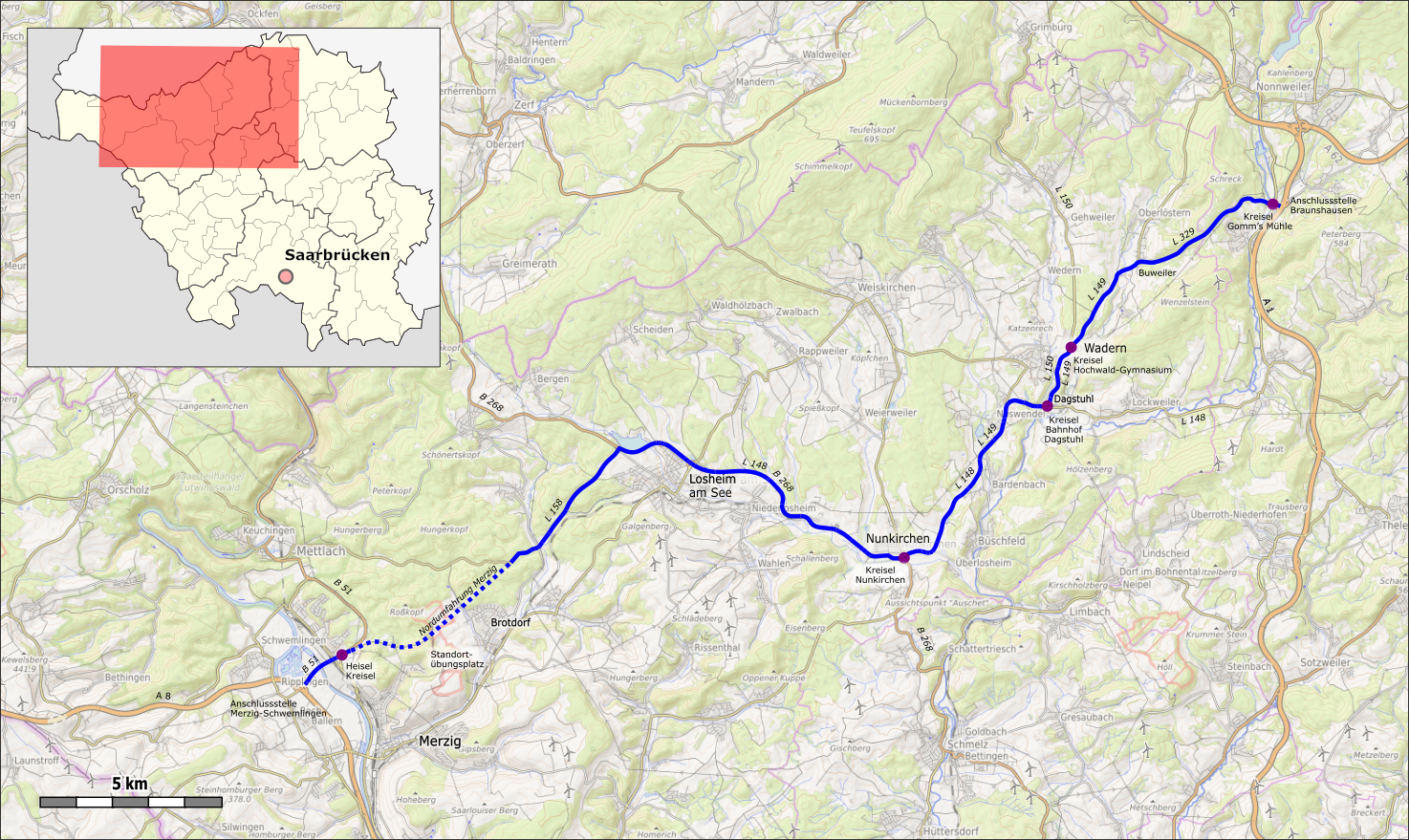
Nordsaarlandstraße, Stand 2021

Die Nordsaarlandstraße war eine geplante 37 km lange Verbindungsstraße im nordwestlichen Saarland, die die Region zwischen der Bundesautobahn A1 (Anschlussstelle 137 Nonnweiler-Braunshausen) und der A8 (Anschlussstelle 5 Merzig-Schwemlingen) verkehrstechnisch besser anbinden sollte.

## Geschichte
Bereits seit den frühen 1990er Jahren war die Trasse politisch und wirtschaftlich gewollt. In erster Linie sollte diese Verbindung die Gemeinden Wadern, Weiskirchen und Losheim im Landkreis Merzig-Wadern für Unternehmen attraktiver machen, bestehenden Betrieben einen Verkehrsvorteil verschaffen, eine Abwanderung von Arbeitsplätzen vermeiden, einheimische Arbeitskräfte in der Region halten und dem Einwohnerschwund entgegenwirken.
Merzig hatte dabei eine Sonderrolle, da die Hauptverkehrsführung mittig durch die Stadt verläuft. Hier sollte eine neue Umfahrung realisiert werden, um Merzig zu entlasten.
Zur Landtagswahl 1999 kam Bewegung in die Idee, da der damalige saarländische Verkehrsminister Heiko Maas eine Aufnahme der „Nordumfahrung Merzig“ in den Bundesverkehrswegeplan als „vordringlich“ vorschlug. Durch den Regierungswechsel wurde es wieder ruhig um das Projekt. Die Gemeinde Losheim belebte das Projekt 2001 erneut, in dem sie die saarländische Landesregierung aufforderte, erneut in dieser Sache tätig zu werden. Dabei wurde auch die Forderung ausgesprochen, die Landesstraßen im Verlauf der Nordsaarlandstraße als Bundesstraße zu erheben.
2002 wurde durch den damaligen saarländischen Wirtschaftsminister Hanspeter Georgi „grünes Licht“ gegeben: Spatenstich zum Ausbau 2005, Fertigstellung 2008. Dies wurde 2004 durch die Wirtschaftsstaatssekretärin Daniela Schlegel-Friedrich ausdrücklich bestätigt. Zwischen 2006 und 2011 begannen Teilarbeiten zum Ausbau: Kreisel Nunkirchen (L148/B268), Kreisel Wadern am Waderner Hochwald-Gymnasium (L149/L150). Die Stadt Wadern begann, bedingt der Zusage der Landesregierung zum Ausbau, parallel das Gewerbegebiet „Am Hals“ zu erschließen.
2007 wurde durch den saarländischen Landesbetrieb für Straßenbau (LfS) bekannt, dass die neuzubauende Merziger Nordumfahrung nicht vor 2010 fertig werden wird.
2010 begannen die Arbeiten am Kreisel Gomm’s Mühle (L147/A1/L329), der bis zum Ende des Jahres fertiggestellt wurde und bis dahin ein markanter Unfallschwerpunkt war. Des Weiteren fiel der dreistreifige Ausbau der Strecke Braunshausen-Buweiler ganz weg, da das Verkehrsaufkommen den schweren ökologischen Eingriff nicht erforderlich macht. Politisch ging das Gezanke derweil weiter: der Kreis Merzig-Wadern, die Gemeinden Losheim, Wadern und Weiskirchen beschlossen, eine gemeinsame Forderung an die Landesregierung, den weiteren Ausbau nicht weiter zu verzögern. Nachdem sich im Oktober die Anzeichen aus Saarbrücken mehrten, dass kein Geld für die „Merziger Nordtangente“ vorhanden ist (15 Mio. Euro werden veranschlagt), bildete sich eine Bürgerinitiative, die für den Ausbau warb. Zum fehlenden Geld traten nun auch Umweltschützer auf, die Bedenken an der Nordumfahrung anmeldeten.
2011 wurde der Kreisel in Dagstuhl (L149/150) in Angriff genommen, was von allen Anrainergemeinden als Signal zur Fertigstellung gedeutet wurde. Die Landesregierung aus CDU, FDP und Grünen wurde vom Projekt gespalten, was die Jamaika-Koalition belastete. Die damalige saarländische Umweltministerin Simone Peter erklärte, es gäbe im Haushalt eine Planungssumme von 200.000 Euro, die aber keine Vorentscheidung pro oder contra für die Streckenführung darstellt.
Der CDU-Landesvorstand und der CDU-Kreisvorstand Merzig-Wadern untermauerten mit einer Resolution, dass nur durch die Nordsaarlandstraße das volle wirtschaftliche Potential der Region genutzt werden könne.
Im Sommer 2012 legte die jetzt CDU/SPD geführte Landesregierung ein Umweltverträglichkeitsgutachten vor, das besagte, dass von acht überprüften Trassen nur eine umsetzbar wäre: die würde allerdings den Standortübungsplatz der Bundeswehr in zwei Teile durchschneiden. 2013 erklärte jedoch die Bundeswehr, dass ein Durchtrennen des Standortübungsplatzes nicht machbar sei, er würde dadurch unbrauchbar.
2014 verkündete die Saar-Wirtschaftsministerin Anke Rehlinger das „Aus“ des Projektes.
Dennoch halten die Merziger Politiker und Bürger an ihrer Forderung fest, die Umfahrung zu bauen.

## Besonderes
Der östliche Teilabschnitt Gomm’s Mühle – Buweiler wird meist bei plötzlich hereinbrechendem Schneefall für den Verkehr gesperrt. Dieser wird dann über die L149 Kastel-Primstal-Krettnich-Lockweiler-Dagstuhl umgeleitet. Ein wenig Schnee lässt die LKWs regelmäßig beiderseits des Kasteler Berges hängen, die dann auf Grund festsitzender LKWs gesperrt werden muss.

## Verlauf
| Straßenbezeichnung  | von                                 | nach       | Baumaßnahme umgesetzt                | Baumaßnahme geplant                                   |
| ------------------- | ----------------------------------- | ---------- | ------------------------------------ | ----------------------------------------------------- |
| A1                  | Anschlussstelle Braunshausen        | —          | —                                    |                                                       |
| L329                | Braunshausen                        | Buweiler   | Kreisel „Gomm’s Mühle“               | Dreispuriger Ausbau der Trasse bis Buweiler           |
| L149                | Buweiler                            | Wadern     | Verkehrsführung in Buweiler geändert |                                                       |
| L149/L150           | Wadern                              | Dagstuhl   | Kreisel Hochwald-Gymnasium           |                                                       |
| L149/L148           | Dagstuhl                            | Nunkirchen | Kreisel Bahnhof Dagstuhl             |                                                       |
| L148/B268           | Nunkirchen                          | Losheim    | Kreisel                              |                                                       |
| L158                | Losheim                             | Brotdorf   | —                                    | Verbindung von L158 zur Zufahrt Kaserne „Auf der Ell“ |
| Zufahrt Kaserne/B51 | „Heisel Kreisel“ Merzig             | —          | —                                    |                                                       |
| B51/A8              | Anschlussstelle Merzig-Schwemlingen | —          | —                                    |                                                       |